# ОШ Академик Ђорђе Лазаревић Власина Округлица
ОШ „Академик Ђорђе Лазаревић” у Власина Округлици, једна је од установа основног образовања на територији општине Сурдулица.
Школа носи име по Ђорђу Лазаревићу, академику и професору Грађевинског факултета у Београду, рођеног у Власини.